# Бергер, Марк
Марк Бергер (англ. Marcus «Mark» Berger; род. 3 января 1954, Черновцы) — канадский дзюдоист и самбист, чемпион и призёр чемпионатов Канады, призёр Панамериканского чемпионата, чемпион Панамериканских игр, призёр летних Олимпийских игр 1984 года в Лос-Анджелесе.

## Карьера
Выступал в тяжёлой (свыше 95 кг) и абсолютной весовых категориях. Чемпион (1981, 1983, 1984, 1986 годы) и серебряный призёр (1982) чемпионатов Канады. Победитель и призёр международных турниров. Победитель Панамериканских игр 1983 года в Каракасе. Бронзовый призёр Панамериканского чемпионата 1985 года в Гаване. На летних Олимпийских играх 1984 года в Лос-Анджелесе завоевал бронзовую медаль.